# Dmitri Igorewitsch Ogloblin
Dmitri Igorewitsch Ogloblin (russisch Дмитрий Игоревич Оглоблин, wiss. Transliteration Dmitrij Igorevič Ogloblin; * 24. Februar 1956 in Lesnoi) ist ein ehemaliger sowjetischer Eisschnellläufer.

## Werdegang
Ogloblin, der für den Burevestnik Moskau startete, erreichte im Jahr 1980 mit dem dritten Platz im Großen Vierkampf seine beste Platzierung bei sowjetischen Meisterschaften und lief dabei in Almaty mit einer Zeit von 14:26,71 Minuten einen neuen Weltrekord, welchen er bis zum März 1982 hielt. In der Saison 197879 kam bei der Mehrkampfweltmeisterschaft 1979 in Oslo auf den 22. Platz im Großen Vierkampf. Zudem stellte er im April 1979 in Almaty mit einer Zeit von 4:04,06 Minuten über 3000 m einen neuen Weltrekord auf, welchen er bis zum Januar 1985 hielt. In der folgenden Saison belegte er bei der Mehrkampfweltmeisterschaft 1980 in Heerenveen den 15. Platz im Großen Vierkampf und bei den Olympischen Winterspielen 1980 in Lake Placid den 16. Platz über 10.000 m sowie den 13. Rang über 5000 m.

## Erfolge

### Olympische Spiele
- 1980 Lake Placid: 13. Platz 5000 m, 16. Platz 10.000 m

### Mehrkampf-Weltmeisterschaften
- 1979 Oslo: 22. Platz Großer Vierkampf
- 1980 Heerenveen: 15. Platz Großer Vierkampf

## Persönliche Bestleistungen
| Disziplin | Zeit         | Datum             | Ort    |
| --------- | ------------ | ----------------- | ------ |
| 500 m     | 40,11 s      | 28. März 1979     | Almaty |
| 1000 m    | 1:22,30 min  | 21. Februar 1982  | Moskau |
| 1500 m    | 1:56,50 min  | 29. März 1979     | Almaty |
| 3000 m    | 4:04,06 min  | 28. März 1979     | Almaty |
| 5000 m    | 7:00,28 min  | 29. Dezember 1980 | Almaty |
| 10.000 m  | 14:26,48 min | 25. Dezember 1982 | Almaty |